# 李智楠
李智楠（1985年10月20日—），中国大陆男艺人，上海人。毕业于上海舞蹈学校，北京电影学院表演系。

## 影视作品

### 电视剧
- 2002年 《十八岁的天空》飾 石延楓
- 2004年 《起跑天堂》飾 李智楠
- 2005年 《出租女友》飾 湯克
- 2008年 《夫妻一场》飾 小江
- 2010年 《活佛济公》飾  许玉龙
- 2010年 《幸福一定強》飾 潘曉朋
- 2011年 《千山暮雪》飾 蕭山
- 2011年 《幸福最晴天》飾 黃斯瀚
- 2012年 《王的女人》飾 子书
- 2012年 《幸福三顆星》飾 丁維剛
- 2012年 《乱世佳人》飾 王恩/小恩子
- 2013年 《烽火佳人》飾 黎绍峰(反一號)
- 2014年 《把爱带回家》飾 高存志
- 2016年《躺飞男神》(網絡劇)飾 拉菲(客串)
- 2016年 《望夫成龙》饰 周继阳
- 2016年 《美人如玉剑如虹》饰 曹正雄
- 2017年 《守护丽人》飾 黄在远
- 2017年《因为遇见你》飾 陆思琛
- 2017年《独步天下》(網絡劇)飾 乌克亞
- 2018年《盛唐幻夜》飾 裴贤雅
- 2022年《我叫刘金凤》(網絡劇)飾 段拢月
- 2022年《庭外·落水者》(網絡劇)飾 邹亮
- 2023年《薄冰》飾 沈雄
- 2024年《我和我的朋友们》(網絡劇)飾 秦年

### 电影
- 2000年 《我们害怕》饰 李佳贝
- 2022年 《民间怪谈：水猴子》(網絡電影)

### 舞蹈
- 2000年 赴日本留学
- 1996年 上海国际芭蕾舞比赛 获少年组男子银奖
- 1995年 全国“桃李杯”舞蹈比赛 获少年组男子金奖

### MV
- 2006年 金莎《平行线》
- 2009年 金莎《这种爱》

### 演唱
- 单曲“你是我的奇迹”
- 唱片《星声报到》 
  - 单曲 “出发”
  - 合唱曲“相信”
- 《起跑天堂》电视原声带 
  - 插曲 “一个人的寂寞”
  - “起跑天堂”
  - “简单的一天”
- 《十八岁的天空》电视原声带 
  - 片头曲“红色石头”
  - “在爱的路上走啊走 ”